# Valle de Bravo
Valle de Bravo (Mazahua: Pameje, Nahuatl: Temazcaltepec) is een stadje in de Mexicaanse staat Mexico. De plaats heeft 22.166 inwoners (census 2005) en is de hoofdplaats van de gemeente Valle de Bravo.
Valle de Bravo ligt aan de oever van het Avándaromeer, ongeveer 150 kilometer ten westen van Mexico-Stad. Valle de Bravo is een populaire bestemming voor dagjes uit vanuit Mexico-Stad, en veel rijke inwoners van de hoofdstad hebben hier een huisje.

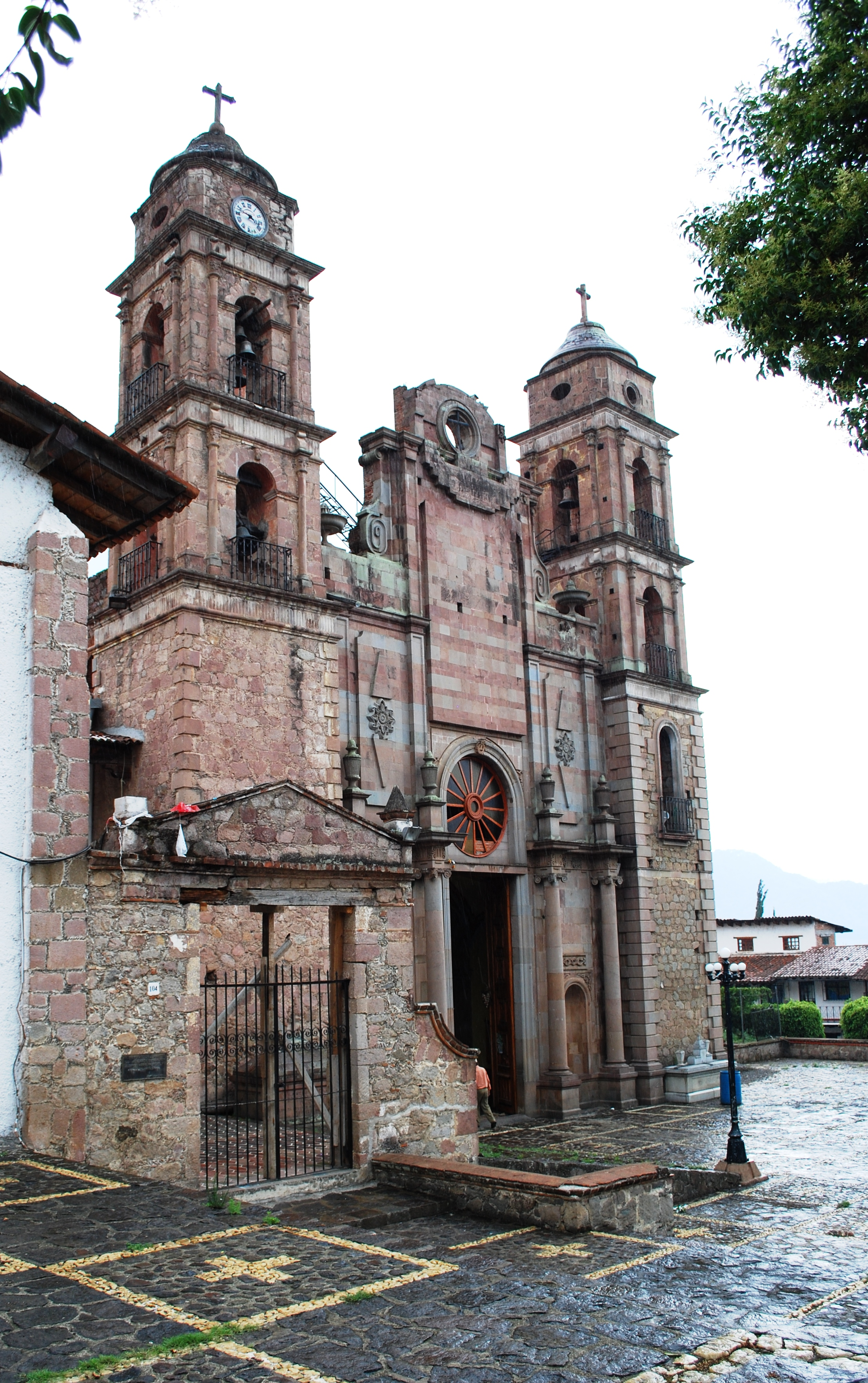
Kerk